# ARA Santísima Trinidad (D-2)
Lo ARA Santísima Trinidad è stato un cacciatorpediniere della classe Type 42 inglese, realizzato in Argentina su licenza per la Marina argentina. Durante la sua costruzione la nave fu affondata sullo scalo da una carica esplosiva da 80 kg, che esplodendo a 1 metro di distanza aprì una falla di 6x3 metri. Gli autori furono i guerriglieri Montoneros, ed in particolare Máximo Alfredo Nicoletti, ex incursore della marina argentina e membro dei servizi informativi, che fu anche il protagonista di un altro attentato, fallito, l'operazione Algeciras, durante la Guerra delle Falkland. Il suo nome ripropone quello del brigantino Santísima Trinidad che fece parte della squadra navale comandata dall'ammiraglio Guillermo Brown che nel 1815 combatté una campagna navale contro gli spagnoli. Altra nave della squadra era la fregata a vela Hércules, nome riproposto dalla marina argentina per l'unità gemella della Santísima Trinidad Type 42.

## Origini
Le Type 42 argentine, le prime navi sudamericane con capacità di difesa aerea a lungo raggio, avevano alcuni miglioramenti rispetto all'originale britannico, come 2 lanciatori per missili Exocet e 4 mitragliatrici da 12,7 mm oltre all'armamento standard.
La Santísima Trinitad, per quanto nominalmente riparata, ebbe la carriera compromessa dai danni subiti e non è più operativa dal 1989; dopo la radiazione la nave è stata usata come serbatoio di pezzi di ricambio per mantenere operativo il suo gemello, l'Hercules.

## Impiego operativo
Le due navi furono impiegate durante la parte iniziale della Guerra delle Falkland, come scorta alla portaerei Veinticinco de Mayo, inquadrate nel Grupo de Tarea 79 (Task Force 79) sia nelle fasi iniziali della guerra (l'attacco a Port Stanley) che in quello che avrebbe dovuto essere un attacco a tenaglia contro la flotta inglese, con a nord la portaerei e a sud l'incrociatore General Belgrano e la sua scorta; durante l'avvicinamento, il 2 maggio 1982, le navi di scorta rilevarono le emissioni di un solitario Sea Harrier in ricognizione, e la Hércules lo illuminò con i sistemi di controllo tiro, ma non riuscì a lanciare i missili per un malfunzionamento dell'impianto lanciamissili. La Santísima Trinitad invece perse il suo elicottero Lynx in un incidente di volo. Dopo l'affondamento del General Belgrano, non essendo riuscita la portaerei a lanciare i suoi aerei d'attacco per mancanza di vento, le unità rientrarono alla base, e visto il pericolo costituito dai sottomarini nucleari inglesi furono tenute lontano dalle acque profonde; esse risultarono poi comunque importanti perché, pur non essendo impiegati direttamente, aiutarono molto a studiare le tattiche aeree per evitare i radar dei cacciatorpediniere similari inglesi.